# Makarac
Makarac je nenaseljeni otočić u zaljevu južno od mjesta Pasadur na Lastovu.
Površina otoka je 18.854 m2, duljina obalne crte 575 m, a visina 26 metara.

## Vanjske poveznice
|  | Zajednički poslužitelj ima još gradiva o temi Makarac |